# Titan IIIE
«Titan IIIE» (Титан-Центавр)— американская ракета-носитель семейства «Титан», с 1974 по 1977 год запускавшая американские межпланетные зонды. Является модификацией ракеты Titan IIID с установленным разгонным блоком Центавр. Это первая ракета, на который использовался Центавр, устанавливаемых впоследствии на Titan IV.
В 1974-1975 гг. с мыса Канаверал проведено 3 запуска ракеты "Титан-3Е": один испытательный (неудачный) и два с марсианскими космическими аппаратами "Викинг" (успешные). Кроме того, произведены четыре запуска ракеты-носителя "Титан-3Е" с дополнительной (четвёртой) ступенью, оснащенной твердотопливным двигателем "Стар-37". При этих запусках (все успешные) выведены на гелиоцентрическую орбиту космические аппараты "Гелиос-1" (1974), "Гелиос-2" (1976), "Вояджер-1" (1977) и "Вояджер-2" (1977).
Все семь запусков осуществлялись с площадки LC-41 космодрома на мысе Канаверал.

## Список запусков
| Дата/Время (GMT)         | Серийный номер | Серийный номер | Полезная нагрузка | Результат | Примечания                                       |
| Дата/Время (GMT)         | Титан          | Центавр        | Полезная нагрузка | Результат | Примечания                                       |
| ------------------------ | -------------- | -------------- | ----------------- | --------- | ------------------------------------------------ |
| 11 февраля 1974 13:48:02 | 23E-1          | TC-1           | Сфинкс            | Неудача   | Сбой в работе топливного насоса блока «Центавр». |
| 10 декабря 1974 07:11:02 | 23E-2          | TC-2           | Гелиос-1          | Успех     |                                                  |
| 20 августа 1975 21:22:00 | 23E-4          | TC-4           | Викинг-1          | Успех     |                                                  |
| 9 сентября 1975 18:39:00 | 23E-3          | TC-3           | Викинг-2          | Успех     |                                                  |
| 15 января 1976 05:34:00  | 23E-5          | TC-5           | Гелиос-2          | Успех     |                                                  |
| 20 августа 1977 14:29:44 | 23E-7          | TC-7           | Вояджер-2         | Успех     |                                                  |
| 5 сентября 1977 12:56:01 | 23E-6          | TC-6           | Вояджер-1         | Успех     |                                                  |